# Tesia olivea
La tesia pizarrosa (Tesia olivea) es una especie de ave paseriforme de la familia Cettiidae propia del sureste de Asia.

## Distribución y hábitat
Se encuentra en el sudeste de Asia desde el Himalaya oriental hasta China occidental y el norte de Indochina, distribuido por Bután, este de la India y Nepal, el oeste de China, Birmania, y el norte Laos, Tailandia y Vietnam. Su hábitats naturales son los bosques subtropicales de montaña y templados.